# Ethan Cutkosky
Ethan Cutkosky, né le 19 août 1999 à Saint-Charles, dans l’État de l’Illinois, est un acteur américain. Il est principalement connu pour son interprétation de Carl Gallagher dans la série télévisée américaine Shameless.

## Biographie
Ethan Cutkosky commence à apparaître dans des publicités télévisées dès l’âge de 4 ans, avant de faire ses débuts au cinéma dans le film Frère Noël (2007) aux côtés de Vince Vaughn. Il se fait remarquer dans le film d’horreur Unborn (2009), réalisé par David S. Goyer, où il incarne Barto, l’enfant possédé.
Sa notoriété grandit lorsqu’il décroche le rôle de **Carl Gallagher**, le cinquième enfant de la fratrie dans la série Shameless (2011-2021), diffusée sur Showtime. Ce personnage, initialement un enfant turbulent, évolue au fil des saisons vers des arcs narratifs plus complexes.

## Filmographie

### Cinéma
- 2007 : Frère Noël : Carl (non crédité)
- 2009 : Unborn : Barto
- 2010 : Conviction : Garçon du quartier
- 2025 : Happy Gilmore 2 : Wayne Gilmore

### Télévision
- 2011–2021 : Shameless : Carl Gallagher
- 2013, 2021 : New York, unité spéciale : Henry Mesner (saisons 14 et 22)
- 2020 : Power : Thomas « Tommy » Egan (jeune)

## Vie personnelle
Ethan Cutkosky réside en Californie. En parallèle de sa carrière artistique, il poursuit des études dans l'audiovisuel. Il a été brièvement impliqué dans une affaire mineure en 2017, à la suite d’un contrôle routier, mais l’incident a été rapidement résolu sans conséquence judiciaire.